# Tetragona
Tetragona is een geslacht van vliesvleugelige insecten uit de familie bijen en hommels (Apidae)

## Soorten
- T. beebei (Schwarz, 1938)
- T. clavipes (Fabricius, 1804)
- T. dissecta Moure, 2000
- T. dorsalis (Smith, 1854)
- T. essequiboensis (Schwarz, 1940)
- T. goettei (Friese, 1900)
- T. handlirschii (Friese, 1900)
- T. kaieteurensis (Schwarz, 1938)
- T. mayarum (Cockerell, 1912)
- T. perangulata (Cockerell, 1917)
- T. quadrangula (Lepeletier, 1836)
- T. truncata Moure, 1971
- T. ziegleri (Friese, 1900)